# Destructor Blanco Encalada
El Blanco Encalada (DD-14) fue uno de los 175 destructores de la clase Fletcher construidos para la Armada de los Estados Unidos durante 1942 y 1944 para servir en la Segunda Guerra Mundial. La clase Fletcher fue uno de los diseños de naves más exitoso por su desempeño en combate. Puesto en servicio el 19 de octubre de 1943 con el nombre de USS Wadleigh (DD-689) participó en el frente japonés durante la Guerra Mundial y en la guerra de Corea. En 1962 fue transferido a Chile bajo los términos del Pacto de Ayuda Mutua recibiendo el nombre de Blanco Encalada.

## Características
En 1941 la Armada de los Estados Unidos comenzó a construir una flota de destructores grandes para enfrentar a los destructores japoneses "tipo especial" que habían entrado en servicio hacia ya más de una década. Estos 175 destructores fueron los más exitosos de los destructores americanos: rápidos, amplios, capaces de absorber enorme castigo y seguir luchando. Terminada la Segunda Guerra Mundial, más de 14 armadas extranjeras adquirieron estas naves cuya imagen fue familiar en todo el mundo hasta la década de 1990.
La quilla del USS Wadleigh (DD-689) fue puesta el 5 de abril de 1943 en el astillero Bath Iron Works de Bath, Maine, lanzado al agua el 7 de agosto de 1943 y puesto en servicio activo en el Boston Navy Yard el 19 de octubre de 1943. Su desplazamiento era 2050 toneladas, eslora de 110 metros, manga de 12 metros y calado de 5,4 metros. Desarrollaba una velocidad máxima de 35,2 nudos. Su armamento consistía en 5 torres simples de 5" doble propósito, 10 cañones de 40 mm, 7 cañones de 20 mm, 10 tubos para torpedos de 21" y 8 morteros para lanzar cargas de profundidad.

## Servicio en la US Navy

### Durante la Segunda Guerra Mundial
1943-1944
Una vez puesto en servicio tuvo un corto período de entrenamiento en las Islas Occidentales y luego con los destructores Halsey Powell y Marshall escoltaron al acorazado Iowa que trasladó al presidente Franklin D. Roosevelt de regreso a los Estados Unidos luego de reunirse con otros líderes aliados en El Cairo. Después el 3 de enero de 1944 zarpó desde Hampton Roads, Virginia, a través del canal de Panamá a Pearl Harbor.
Su bautismo de fuego fue el 20 de marzo de 1944, durante la campaña de las Islas Marshall en que efectuó fuego de apoyo durante el desembarco en Ailinglapalap y también efectuó fuego de bombardeo sobre un pueblo que estaba en poder del enemigo. Tres días después efectuó bombardeo sobre una estación meteorológica y una de radio ayudando a despejar el camino a los 1.500 marines que luego tomaron la isla Ebon.
Regresó a Hawái y se preparó para la invasión de las Marianas, fue asignado al Grupo de Tarea 52.4 (TG). Arribó a la isla Roi en las Marshall el 10 de junio y luego efectuó fuego de ablandamiento sobre las defensas de Saipán antes del desembarco. Después atacó junto con el USS Melvin (DD-680) un contacto submarino con cargas de profundidad, informes obtenidos terminada la guerra indicaron que habían hundido al submarino japonés RO-114. Asignado para bombardear Garapan, la capital de Saipán, recogió del mar un prisionero japonés y rescató a pilotos americanos derribados cerca de su posición.
Continuó escoltando convoyes entre Eniwetok y Guadalcanal y luego fue asignado para apoyar la invasión de las islas Palau. El 15 de septiembre de 1944 se desempeñó como buque piquete de radar y al día siguiente se dirigió a Kossol Roads para ayudar a los dragaminas en la limpieza de esa vía marítima. Había minas flotantes y los destructores las destruían disparándole con su artillería de 40 mm, el Wadleigh destruyó 22, pero el día 23 resultó fatal, al acercarse a una mina le rozó los cuernos a otra que explotó justo al centro de la nave matando a 3 hombres e hiriendo a 20. Se inundaron tres compartimentos de máquinas y un entrepuente, controlada la inundación el destructor Bennett (DD-473) le pasó remolque y lo alejó de la zona de peligro. La nave se dirigió a Pearl Harbor y luego a la costa Oeste para entrar al Mare Island Navy Yard para reparaciones.
1945

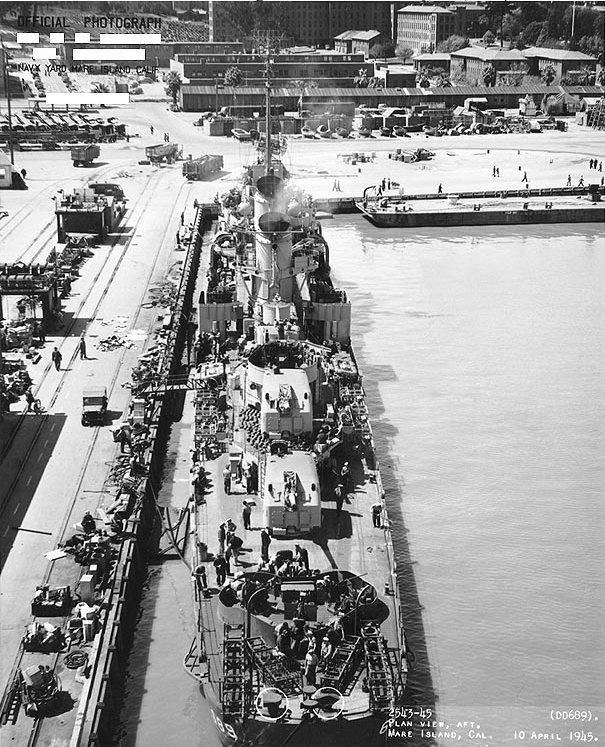
Mare Island Navy Yard - 1945

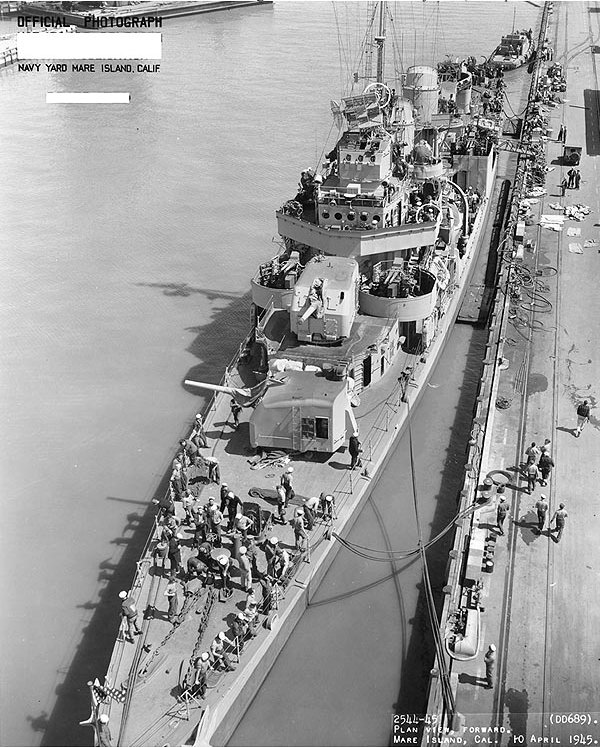
Mare Island Navy Yard - 1945

Fue prácticamente reconstruido saliendo del astillero el 20 de febrero de 1945 para pruebas de velocidad y de artillería. Zarpó de San Diego, California el 19 de abril recalando en Pearl Harbor el 25. En compañía del USS Charrette (DD-581) efectuó ejercicios de entrenamiento en las islas Hawaianas. El 3 de mayo zarpó de Pearl Harbor a Ulithi donde llegó luego de 11 días de viaje y se reincorporó a su antiguo grupo de tarea. Zarpó con otras unidades de 5a. flota y sirvió como buque piquete de radar. Entre el 5 y el 7 de junio soportó muy mal tiempo debido a un tifón y 9 de junio participó con otros buques en una misión de bombardeo sobre Minami Daito Shima (Isla Rasa) en que demolieron una instalación de radar y otros edificios.
Luego de un período de descanso en las Filipinas regresó a las aguas japonesas formando en la cortina de los portaaviones que se dirigían hacia Japón. Del 10 al 21 de julio efectuó una comisión traslandado a altas autoridades hasta Iwo Jima. Se reintegró a la flota en Guam el 21 de julio. A 50 millas de tierra enemiga rescató a dos aviadores cuyo avión había sido derribado durante un raid contra Tokio. El 10 de agosto, debido a las excesivas vibraciones de una turbina, tubo que parar su máquina de estribor y dirigirse a Ulithi para reparaciones. Mientras se encontraba en viaje recibió la noticia de la capitulación japonesa.
Zarpó de Ulithi el 23 de agosto esperando reunirse con la flota a tiempo para participar en la entrada triunfal en la bahía de Tokio, pero se retrasó en Iwo Jima recogiendo correspondencia y embarcando pasajeros por lo que arribó 24 horas después que las naves habían entrado a la bahía. Se le ordenó dirigirse directamente a la bahía de Sagami Wan en la que entró en puestos de combate junto con el Benevolence (AH 131) y pasando debajo de las baterías terrestres del estrecho de Urage, arribando el 29 de agosto a la base naval de Yokosuka.
El Wadleigh recibió seis medallas por sus servicios en la Segunda Guerra Mundial.

### Período posguerra mundial
1945-1946
El 2 de septiembre permaneció al ancla cerca del Missouri mientras se firmaban los acuerdos oficiales de la rendición de Japón. El 16 de septiembre se dirigió vía Eniwetock a Saipán junto con el Bennington y el Lexington regresando a Tokio el 13 de octubre escoltando al Belleau y al Lexington.
Zarpó de Japón el 20 de octubre de 1945 en demanda de las islas Hawaianas llevando hombres elegidos para ser traslados a los Estados Unidos. Luego de una recalada de 48 horas en las islas Hawaianas se dirigió a San Francisco donde llegó el 5 de noviembre. Inició los preparativos para ser desactivado el 5 de diciembre y zarpó a San Diego, California, el 27 de enero de 1946. Fue puesto fuera de servicio, en la reserva, pasando a integrar en San Diego el grupo de la Flota de Reserva del Pacífico.

### Durante la guerra de Corea
1951-1952

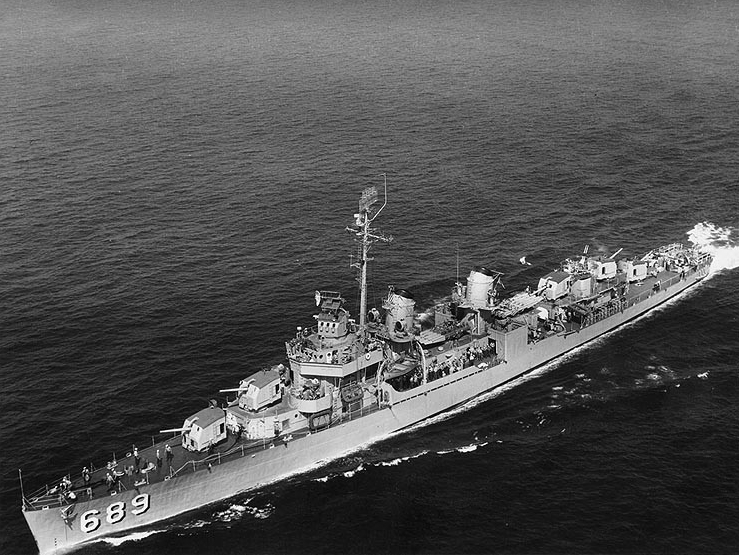
El Wadley en 1951

Fue reactivado y el 3 de octubre de 1951 puesto en servicio activo. El 4 de enero de 1952 zarpó de San Diego y se dirigió vía canal de Panamá a Newport, Rhode Island, puerto en el que fue designado buque insignia del comandante de la División de Destructores 342. Luego de participar en ejercicios con la Flota, arribó  a Pensacola, Florida, y el 17 de agosto inició un período de 4 semanas como buque guardia de los aviones del portaaviones USS Cabot. En el golfo de México rescató de las aguas 3 pilotos. Luego se dirigió al astillero naval de Boston donde le sustituyeron los antiguos montajes de ametralladoras de 40 mm por una batería de 3"

### Período posguerra de Corea
1954
El 3 de mayo de 1954 zarpó hacia el Pacífico Occidental vía canal de Panamá, Pearl Harbor, Midway y Guam arribando a Yokosuka el 7 de junio. Luego de operar inicialmente en las islas Filipinas se dirigió a la costa este de Corea, para supervisar los acuerdos logrados el año anterior en Panmunjon en el armisticio Coreano.
Mientras se encontraba en bahía Subic fue puesto en alerta y se unió al Grupo de Tarea 70.2 (TG 70.2) procediendo hacia la costa sur de Formosa como una medida de precaución de los Estados Unidos para contrarrestar posible intenciones de chinos comunistas en contra de los chinos nacionalistas de la isla. Mientras se dirigían a Formosa el buque chocó con un objeto sumergido sufriendo daños menores en ambas hélices por lo que regresó a bahía Subic para reparar el daño y luego reunirse nuevamente con el Grupo de Tarea. Estuvo patrullando a la cuadra de Formosa durante 20 tensos días pero sin incidentes, luego regresó a Sasebo, Japón, para alistarse para regresar a los Estados Unidos. El 28 de noviembre llegó a Newport.
1955-1958
Asignado al Caribe y a la costa Este participó en operaciones y ejercicios de guerra antisubmarina (ASW) hasta fines de 1955, luego fue enviado tres veces al Mediterráneo. Durante la tercera de estas asignaciones, en julio de 1958, se produjo la crisis del Líbano en que vidas y propiedades norteamericanas estuvieron amenazadas debido a lo cual los EE. UU. desembarcó 5000 "marines" para resguardar el orden. El Wdleigh fue una de las primeras en llegar a la escena. Durante la crisis participó como nave escolta de la Fuerza de Tarea 61 (TF 61) en el Mediterráneo oriental.
1959-1960
En junio de 1959 fue enviado por cuarta vez al Mediterráneo, en septiembre mientras regresaba a Newport participó en la cadena de buques que se ubicaron bajo la vía aérea que siguió el presidente Dwight D. Eisenhower después de las conferencias cumbre que tuvo Europa.
El 19 de marzo de 1960 con el comandante del DESRON 20 a bordo, se dirigió a cabo Henry lugar en que el USS Darby (DE 218) había colisionado con un petrolero sueco. Continuó participando en operaciones locales, efectuó un viaje de instrucción de guardiamarinas y en el otoño dirigió los ejercicios de la OTAN en el Mar del Norte y a través del Círculo Ártico. En noviembre tomó parte en los ejercicios de guerra antisubmarina "Hay-strike" y "Jetstream" con unidades de la Armada francesa. Regresó a Newport el 15 de diciembre.
1961-1962
Realizó ejercicios de guerra antisubmarina en Mayport, Florida, y practicó técnicas de recuperación para participar en el Proyecto "Mercury". el primer programa de vuelo espacial tripulado de los EE. UU. Estuvo adjunto al Grupo de Tarea 140.8 (TG 140.8) el 5 de mayo de 1961 cuando el comandante Alan Shepard efectuó su histórico vuelo.
En las postrimerías del otoño se dirigió a Europa y participó en ejercicios de guerra antisubmarina con unidades británicas. Coronó este desplazamiento visitando puertos ingleses tales como Londonderry y Southampton antes de regresar a Newport donde arribó el 22 de febrero de 1962.
El 22 de junio zarpó a Norfolk, Virginia, donde fue puesto fuera de servicio para entrar a la reserva con fecha 28 de junio de 1962.

## Servicio en la Armada de Chile
1962-1991
El Wadleigh fue entregado al gobierno de Chile en préstamo renovable a 5 años en 1962 de acuerdo a los términos del Pacto de Ayuda Militar, PAM, firmado entre Chile y los Estados Unidos de América. Fue dado de alta en la Armada a contar del 26 de julio de 1962. Formó parte de la Escuadra hasta 1979 y participó en innumerables operaciones UNITAS.
Fue dado de baja por Resolución del 19 de abril de 1982. Llevado a los canales patagónicos fue hundido como blanco naval el 28 de septiembre de 1991, durante ejercicios de la Operación UNITAS XXXII, por un misil Harpoon lanzado desde el destructor USS O'Bannon DD-987.